# Slaget vid Haugsnes
Slaget vid Haugsnes (is. Haugsnesbardagi) i Skagafjorden på norra Island utkämpades den 19 april 1246 mellan sturlungarna, anförda av Tord kakali (Þórðr kakali) och asbirningarna under deras hövding Brand Kolbeinsson. 
Asbirningarna hade dominerat nordlandet ända sedan slaget vid Örlygsstad (Örlygsstaðir) år 1238, där Sighvat Sturlasson och dennes son Sturla stupade. Men år 1245 avled asbirningarnas hövding Kolbein unge. Han utsåg själv på dödsbädden sin frände Brand Kolbeinsson att efterträda honom. 
År 1246 bröt sturlungarna under ledning av Tord kakali in i Skagafjordsbygden: asbirningarnas ätteland. Med sig hade han cirka 500 utvalda stridsmän; de flesta från Eyjafjorden. Brand lyckades till försvar mobilisera närmare 600 skagafjordingar, men när styrkan samlades "kom sot i hans här, så att många var sjuka".
Natten före slaget hade skagafjordingarna haft sitt läger på Víðimýri. Tidigt på torsdagen den 19 april drog de över Jökelsån och ställde upp sig på slätten nedom Haugsnes. Deras fylking vändes då mot väster, eftersom de väntade att angreppet skulle komma från den sidan. Men Tord och eyjafjordingarna red i stället ned längs sluttningarna från andra hållet och föll skagafjordingarnas fylking i flanken. Angreppet blev våldsamt och ledde till att fylkingen revs upp "som om en kil hade drivits in i den". Efter hårt motstånd blev skagafjordingarna drivna på flykten. Brand Kolbeinsson tillfångatogs, men blev strax därefter på Tord kakalis befallning mördad med ett yxhugg i skallen. 
Två skalder deltog i slaget: Ingjald Geirmundarson och en som kallades Skald-Hall. Hall, som kämpade för skagafjordingarna, diktade sedan en minnesdrapa över Brand, ur vilken sex strofer har bevarats  i Sturlungasagan. De beskriver stridens häftighet och Brands hjältemod. Också skalden Ingjald gjorde en dikt om händelsen, vilken blivit kallad Brandsflokkr. Trots att han själv stod på Tords sida prisar han sin fiende och nämner sedan antalet stupade: över etthundra. Sturlungasagan preciserar: av Tords män föll cirka 40, däribland flera av Eyjafjordens yppersta ledare. Skagafjordingarna förlorade mellan 60 och 70 man. Slaget vid Haugsnes bör alltså ha varit det blodigaste fältslag som någonsin utkämpats på Island, vilket också påstås i Sturlungasagan: Ungefär en av tio föll.
Brand var 35 år gammal vid sin död. Hans åldrige far sörjde sig till döds och begravdes samma år vid sonens sida söder om kyrkan i Stad (Staðr). Nederlaget vid Haugsnes hade för alltid gjort slut på asbirningarnas makt.